# ЗСК Зелена Гура
| ЗСК Зелена Гура | |
| Ліга            | Екстраліга                                                                                               |
| Країна          | Польща                                                                                                   |
| Місто           | Зелена Гура                                                                                              |
| Кольори         | жовто-біло-зелені                                                                                        |
| Попередні назви | ЛПС-Зелена Гура, Чесальники Зелена Гура, Фалубаз, Moravski Speedway Team, Зеленогурський Спідвейний Клуб |
| Тренер          | Пйотр Жито                                                                                               |
| Капітан         | {{{Капітан}}}                                                                                            |
| Титули          | {{{Титули}}}                                                                                             |
| Офіційний сайт  | http://www.falubaz.com                                                                                   |

ЗСК Зелена Гура (пол. ZKŻ Zielona Góra, пол. Zielonogórski Klub Żużlowy Zielona Góra) — польський спідвейний клуб із Зеленої Гури. Семиразовий чемпіон Польщі.

## Історія клубу

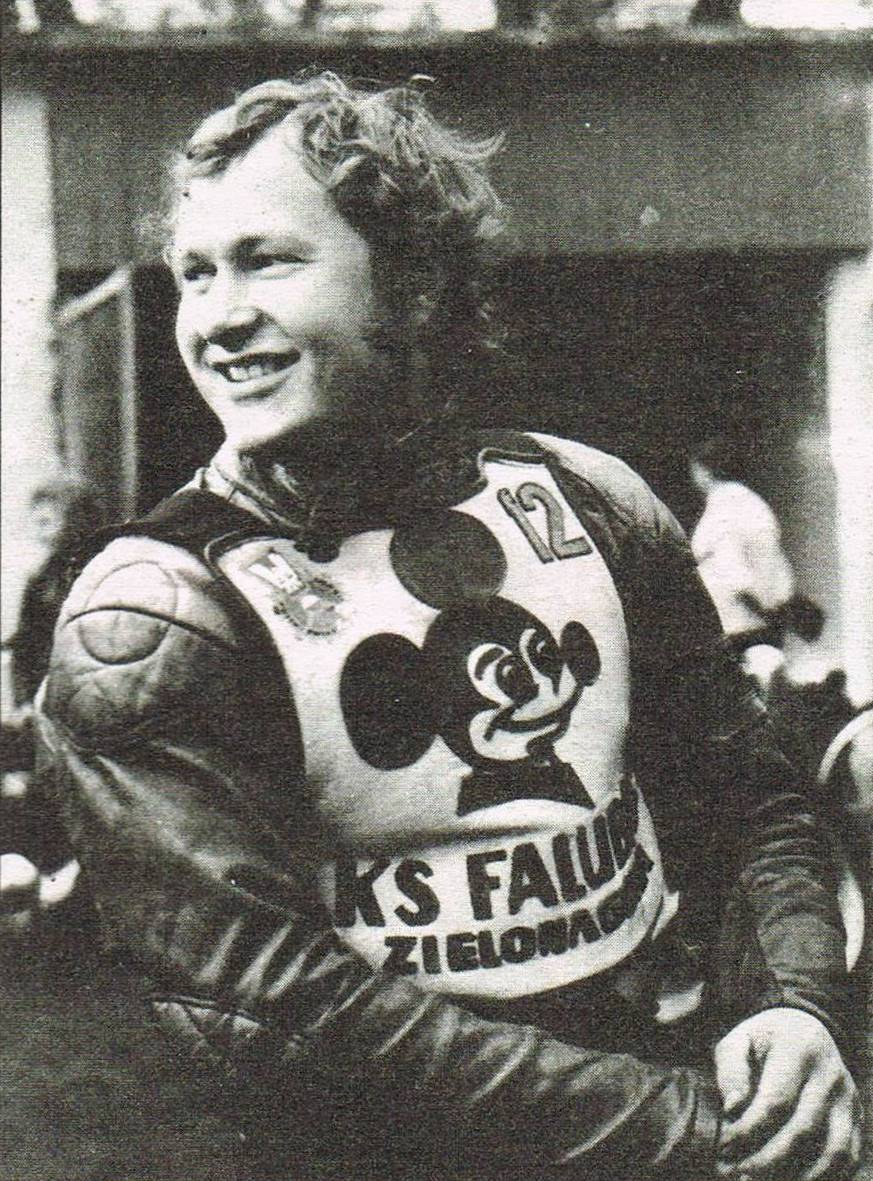
Збігнев Філіпяк - лідер Фалубаза в середині 70-х років.

Мотоциклетна секція була створена в 1946 році і впродовж перших декількох місяців належала Спортивному клубу міліції. Перші змагання із спідвею відбулися 20 жовтня 1946 року з поділом на класи від 100 см³ до понад 350 см³. Змагання проводилися на стадіонній доріжці на вулиці Вроцлавська, довжина кола становила 450 м. На початку 1947 року спідвейні гонщики та мотоциклісти перейшли під крило мотоклубу "Унія" (Познань), створивши філію цього клубу в Зеленій Гурі. У 1946-1954 роках в Зеленій Гурі існувала мотоциклетна секція, учасники якої брали участь у змаганнях зі спідвею або мотоциклетних перегонах. Команда "Унія", а згодом і "Сталь" (Зелена Гура), змагались у Познанській районній лізі. На той час найвідомішим спортсменом зеленогурської команди був Єжи Блох. На жаль, проблеми з технікою та відсутність справжнього спідвейного стадіону призвели до того, що спідвей на декілька років зник з карти міста.
Будівництво стадіону затягнулося, але в ЛПС - Лізі Приятелів Солдата (пол. LPŻ - Liga Przyjaciół Żołnierza) знайшлися люди, які не тільки вирішили створити секцію спідвею, а й завершили будівництво стадіону. Таким чином, навесні 1957 року було завершено будівництво швидкісної траси, і команда під назвою ЛПС - Зелена Гура розпочала виступи в третій лізі. У 1960 році ЛПС вже змагається у другій лізі.
У 1961 році клуб змінив назву на Zgrzeblarki (укр. Чесальники), і з того часу патронат над спідвейною командою перебирає на себе Любуська фабрика бавовняних чесальних машин. Вперше до першої ліги команда потрапила в сезоні 1964 року, але утримання в найвищому класі тривало лише два роки. На початку 70-х років команда "Чесальники" Зелена Гура (пол. Zgrzeblarek Zielona Góra) здобуває свої перші успіхи - це час чергової зміни назви, в сезоні 1973 року вона виступає під назвою Фалубаз (пол. Falubaz). У цьому сезоні команда завойовує бронзову медаль у командних чемпіонатах Польщі, але протягом наступних чотирьох років балансує між першою та другою лігою. Спочатку назва Фалубаз не сподобалась фанатам, але сьогодні це найпопулярніший термін для спідвейного клубу з Зеленої Гури. Команда Фалубаз досягла найбільших успіхів у 80-х роках, вигравши 3 титули Командних чемпіонатів Польщі у сезонах 1981, 1982 та 1985 років, а гонщики Фалубазу виграли численні трофеї в парних та індивідуальних змаганнях.

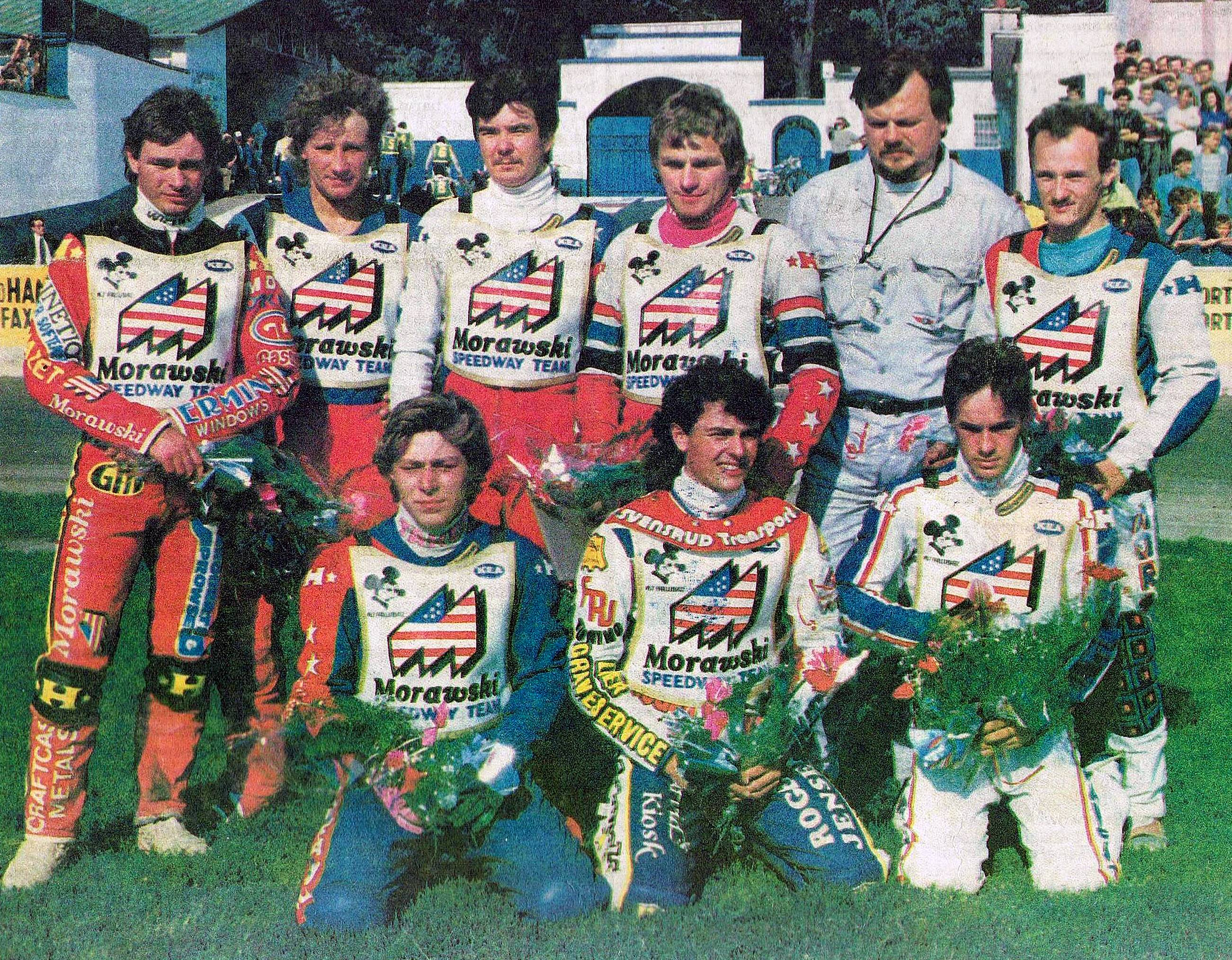
Моравський Зелена Гура - чемпіон Польщі 1991 року

У 1991 році клуб був перейнятий бізнесменом із Зеленої Гури Збігневом Моравським. Клуб під новою назвою, що походить від прізвища власника "Moravski Speedway Team" вже в першому сезоні виграє чемпіонат Польщі, а на стадіоні в Зеленій Гурі відбуваються надзвичайно цікаві події, в т.ч. реванш за фінал Чемпіонату світу з парного спідвею і матч командних чемпіонів своїх країн - Моравського та британського клубу Вулвергемптон.

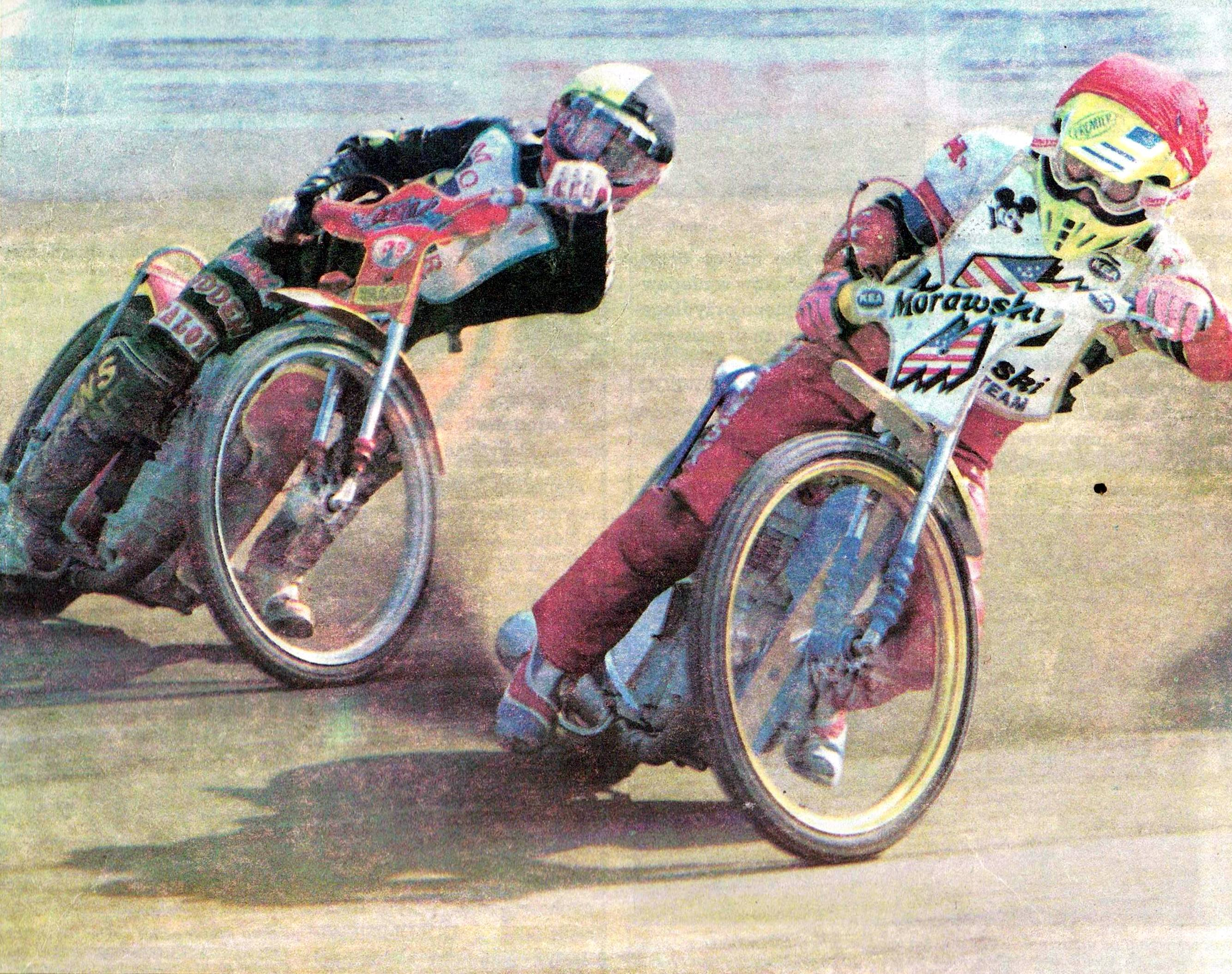
Лей Адамс та Анджей Гушча

Однак дні слави тривали недовго, оскільки головний спонсор не зміг покрити витрати на керування клубом спідвею, і у 1994 році він вилетів з першої ліги. Наступного року клуб потрапив до другої ліги з зовсім іншим керівництвом та з новою назвою - Зеленогурський Спідвейний Клуб (пол. Zielonogórski Klub Żużlowy). До абревіатури "ЗСК" протягом наступних 15 років додавались назви спонсорів, серед яких Polmos-Beram, Polmos, Quick-Mix, Kronopol. У 1995–2007 роках клуб з Зеленої Гури балансував між першою та другою лігами, падаючи та піднімаючись у рейтингу. Лише у 2008 році ЗСК повернувся до лідерів ліги, завоювавши бронзову медаль у командному чемпіонаті Польщі.
У 2009 році до назви команди повернулась історична частина - Фалубаз. У цьому ж сезоні спідвеїсти з Зеленої Гури завоювали титул чемпіонів Польщі в команді та парах.
У 2010 році, незважаючи на слабкий старт сезону (чотири поразки в перших чотирьох матчах сезону), клуб потрапив до фіналу командного чемпіонату Польщі, де програв "Унії" (Лєшно).
У 2011 році спонсором ЗСК стає фірма Stelmet, і клуб почав виступати під назвою "Стелмет Фалубаз Зелена Гура" (пол. Stelmet Falubaz Zielona Góra). Спортивний сезон 2011 року для команди був знаковим, оскільки гонщики під керівництвом тренера Марека Чесляка вшосте за свою історію клубу виграли титул командного чемпіона Польщі, перемігши Лєшно, взявши реванш за поразку у фіналі попереднього року.
У 2012 році клуб посів четверте місце в лізі, поступившись бронзовим медалям команді "Унібакс Торунь" (пол. Unibaks Toruń).
Сезон 2013 року став 36-м сезоном стартів Фалубаза у найвищому класі, який, у кінцевому рахунку, виявився успішним, адже команда тренера Рафала Добруцького виграла сьомий в історії клубу командний чемпіонат Польщі, безпрецедентно розгромивши Унібакс Торунь (у подвійній гонці 83:46 - команда Унібакс-у відмовилась від змагань у фінальному матчі-реванші, і суддя визнав технічну поразку 40:0 на користь "Фалубазу", у першому матчі на "Мотоарені" в Торуні результат був 46:43 для "Унібакса".
У 2014 році фірма SPAR стала титульним спонсором ЗСК, і клуб змінив назву на "SPAR Фалубаз Зелена Гура" (пол. SPAR Falubaz Zielona Góra).
25 вересня 2016 року "Ekantor.pl Фалубаз Зелена Гура" завоював бронзову медаль у командному чемпіонаті Польщі, перемігши у подвійній гонці Betard Sparta Wrocław .

## Стадіон

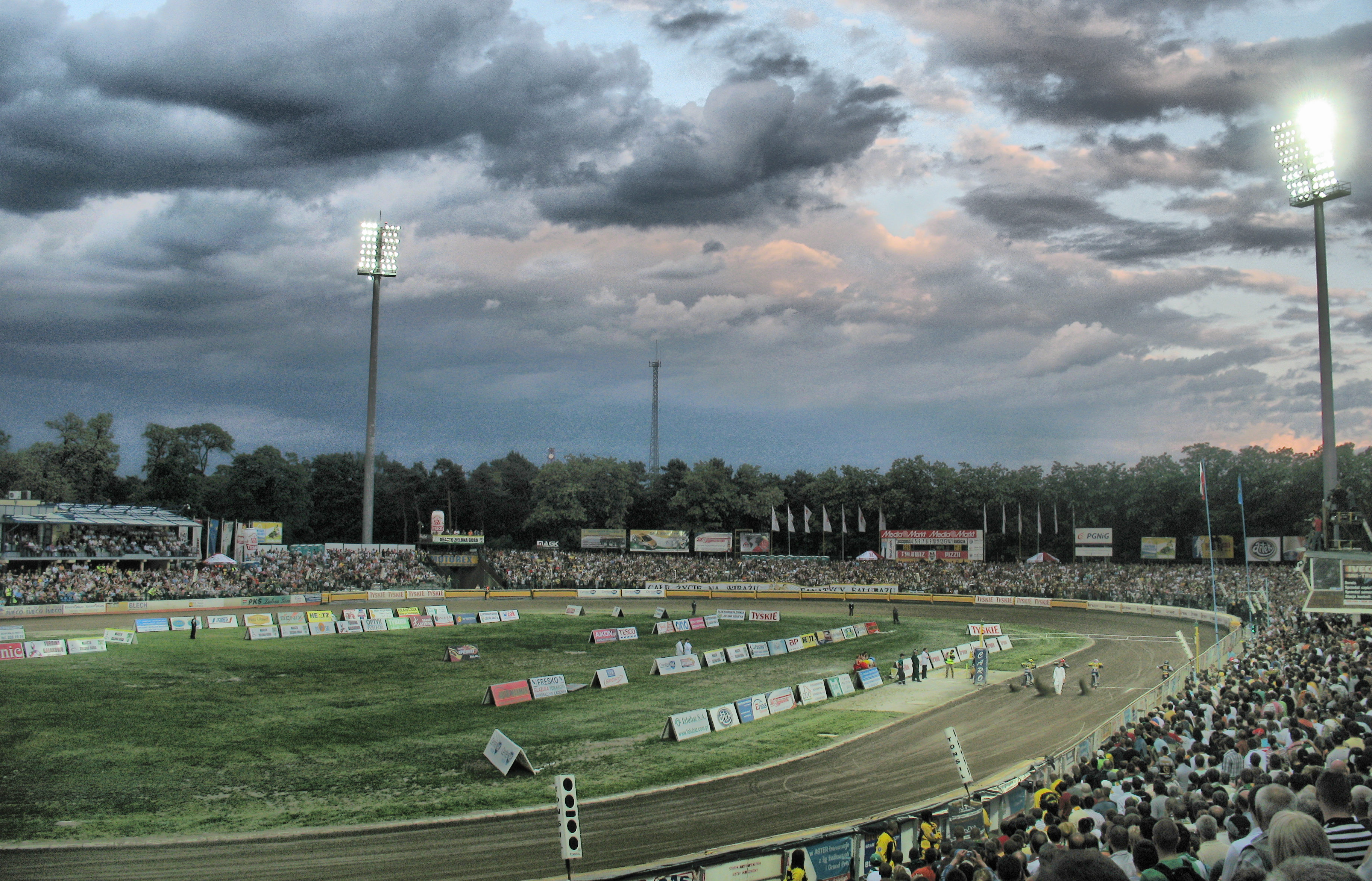
Матч зі Сталь Гожів у 2009 році

Стадіон клубу розташований біля виїзної дороги до Вроцлава. Стадіон може вмістити 15 тисяч глядачів. Поверхня доріжки - сієнітна, довжина - 340,25 м. З 4 травня 2006 року стадіон оснащувався надувними стрічками.
Вже побудовано нову клубну будівлю (включаючи нову VIP-трибуну), куди перенесли штаб-квартиру клубу з вул. Двірцевої. Частина лавок стадіону замінена стільцями. Доріжка на арках була розширена. Завершено будівництво освітлення. Модернізовано касові апарати та огородження.
У 2008 році місто Зелена Гура присудило 3 мільйони злотих на наступні етапи розбудови. Встановлено настінний екран та електронні каси, добудована нижня стоянка для фанатів, відкрито входи з вул. Вроцлавської та встановлені крісла на другій арці.
На початку листопада 2009 року місто Зелена Гура виділило 11 мільйонів злотих на реконструкцію першої арки стадіону, яка повинна розпочати ретельну реконструкцію всього об’єкту. Перша арка була завершена навесні 2010 року, а взимку 2011 року змінили геометрію та поверхню кіл та збільшили висоту арок.

## Досягнення клубу
| Розіграші чемпіонатів Польщі                  | Золоті медалі | Золоті медалі                                                    | Срібні медалі | Срібні медалі                                              | Бронзові медалі | Бронзові медалі                                      |
| Розіграші чемпіонатів Польщі                  | Сума          | Роки                                                             | Сума          | Роки                                                       | Сума            | Роки                                                 |
| Командні чемпіонати Польщі                    | 7             | 1981, 1982, 1985, 1991, 2009, 2011, 2013                         | 2             | 1989, 2010                                                 | 5               | 1973, 1979, 1984, 2008, 2016                         |
| Командні чемпіонати Польщі серед юніорів      | 4             | 1980, 1987, 1988, 2019                                           | 0             |                                                            | 7               | 1979, 1986, 2000, 2003, 2005, 2010, 2014             |
| Індивідуальні чемпіонати Польщі               | 3             | 1982, 1986, 2016                                                 | 2             | 1980, 1992                                                 | 9               | 1980, 1983, 1984, 1985, 1991, 2008, 2010, 2011, 2017 |
| Молодіжні індивідуальні чемпіонати Польщі     | 7             | 1973, 1975, 1982, 1985, 1997, 2009, 2013                         | 3             | 1971, 1978, 1989                                           | 7               | 1977, 1981, 1984, 1992, 2008, 2011, 2015             |
| Чемпіонати Польщі серед клубних пар           | 4             | 1979, 1982, 1983, 2009                                           | 6             | 1993, 2003, 2011, 2012, 2017, 2018                         | 2               | 1986, 2008                                           |
| Молодіжні чемпіонати Польщі серед клубних пар | 3             | 1998, 2001, 2019                                                 | 2             | 2009, 2011                                                 | 6               | 1985, 1989, 1991, 1992, 2002, 2015                   |
| Загальна кількість медалей: 79                | золотих: 28   | золотих: 28                                                      | срібних: 15   | срібних: 15                                                | бронзових: 36   | бронзових: 36                                        |
| Pozostałe rozgrywki krajowe                   | Золоті медалі | Золоті медалі                                                    | Срібні медалі | Срібні медалі                                              | Бронзові медалі | Бронзові медалі                                      |
| Pozostałe rozgrywki krajowe                   | Сума          | Роки                                                             | Сума          | Роки                                                       | Сума            | Роки                                                 |
| Золотий шолом                                 | 4             | 1983, 2003, 2007, 2016                                           | 4             | 1989, 1991, 2009, 2011                                     | 8               | 1978, 1983, 1985, 1986, 2000, 2010, 2013, 2019       |
| Срібний шолом                                 | 11            | 1970, 1971, 1973, 1975, 1977, 1978, 1980, 1982, 1993, 2009, 2016 | 10            | 1970, 1978, 1985, 1990, 1991, 2002, 2004, 2007, 2008, 2013 | 7               | 1976, 1979, 1981, 1989, 1997, 2001, 2011             |
| Бронзовий шолом                               | 3             | 1985, 2010, 2011                                                 | 3             | 1976, 1986, 2009                                           | 6               | 1978, 1986, 1987, 1995, 2000, 2016                   |
| Командний Кубок Польщі                        | 1             | 1992                                                             | 0             |                                                            | 0               |                                                      |
| Індивідуальний Кубок Польщі                   | 1             | 1988                                                             | 1             | 1986                                                       | 0               |                                                      |
| Командні чемпіонати Ліги юніорів              | 1             | 2011                                                             | 1             | 2009                                                       | 2               | 2014, 2016                                           |
| Індивідуальні чемпіонати Ліги юніорів         | 1             | 2011                                                             | 1             | 2009                                                       | 1               | 2009                                                 |
| Індивідуальні міжнародні чемпіонати Суперліги | 2             | 2016, 2018                                                       | 0             |                                                            | 2               | 2016, 2019                                           |
| Загальна кількість медалей: 70                | золотих: 24   | золотих: 24                                                      | срібних: 20   | срібних: 20                                                | бронзових: 26   | бронзових: 26                                        |
| Розіграші чемпіонатів світу та Європи         | Золоті медалі | Золоті медалі                                                    | Срібні медалі | Срібні медалі                                              | Бронзові медалі | Бронзові медалі                                      |
| Розіграші чемпіонатів світу та Європи         | Сума          | Роки                                                             | Сума          | Роки                                                       | Сума            | Роки                                                 |
| Командні чемпіонати світу                     | 6             | 2007, 2009, 2011, 2013, 2016, 2017                               | 3             | 2008, 2014, 2019                                           | 3               | 1978, 1980, 2018                                     |
| Командні чемпіонати світу серед юніорів       | 4             | 2008, 2009, 2012, 2016                                           | 1             | 2013                                                       | 1               | 2010                                                 |
| Індивідуальні чемпіонати світу                | 0             |                                                                  | 2             | 2013, 2017                                                 | 0               |                                                      |
| Індивідуальні чемпіонати світу серед юніорів  | 2             | 2001, 2013                                                       | 1             | 2016                                                       | 0               |                                                      |
| Парні чемпіонати світу                        | 0             |                                                                  | 0             |                                                            | 1               | 1973                                                 |
| Командні чемпіонати Європи серед юніорів      | 3             | 2009, 2010, 2015                                                 | 0             |                                                            | 0               |                                                      |
| Індивідуальні чемпіонати Європи               | 0             |                                                                  | 1             | 2006                                                       | 0               |                                                      |
| Індивідуальний чемпіонат Європи серед юніорів | 0             |                                                                  | 1             | 2001                                                       | 1               | 2010                                                 |
| Чемпіонат Європи серед пар                    | 1             | 2018                                                             | 0             |                                                            | 0               |                                                      |
| Загальна кількість медалей: 31                | золотих: 16   | золотих: 16                                                      | срібних: 9    | срібних: 9                                                 | бронзових: 6    | бронзових: 6                                         |
| Pozostałe rozgrywki międzynarodowe            | Золоті медалі | Золоті медалі                                                    | Срібні медалі | Срібні медалі                                              | Бронзові медалі | Бронзові медалі                                      |
| Pozostałe rozgrywki międzynarodowe            | Сума          | Роки                                                             | Сума          | Роки                                                       | Сума            | Роки                                                 |
| World Games                                   | 1             | 2017                                                             | 0             |                                                            | 0               |                                                      |
| Командний Кубок Європи                        | 0             |                                                                  | 0             |                                                            | 1               | 2010                                                 |
| Світова Ліга                                  | 0             |                                                                  | 0             |                                                            | 1               | 2014                                                 |
| Загальна кількість медалей: 3                 | золотих: 1    | золотих: 1                                                       | срібних: 0    | срібних: 0                                                 | бронзових: 2    | бронзових: 2                                         |

## Члени команди
Станом на 14 листопада 2019 року
| Stat. | Ім'я                |
| ----- | ------------------- |
| Д     | Патрик Дудек        |
| Д     | Йонас Єппесен       |
| Д     | Мікаель Єпсен Єнсен |
| Ю     | Норберт Краков'як   |
| Ю     | Ян Квех             |
| Д     | Антоніо Ліндбак     |

| Stat. | Ім'я                |
| ----- | ------------------- |
| Д     | Себастьян Нієдзвєдж |
| Ю     | Якуб Осичка         |
| Ю     | Даміан Павлічак     |
| Д     | Пйотр Проташевич    |
| Ю     | Матеуш Тондер       |
| Д     | Мартін Вацулік      |

## Виноски
1. ↑  Turniej o Złoty Kask 2009 rozegrano w roku 2010.